# Hotin
Hotin (helyenként Chotyn, ukrán betűkkel: Хотин, lengyelül: Chocim, vagy Choczim) járási jogú város Ukrajna Csernyivci területén, a Hotini járás székhelye. Népessége a 2001-es népszámlálás idején 11 124 fő volt.

## Fekvése
A város a Dnyeszter jobb partján, a Hotini-hátságon, egykor jelentős kereskedelmi tranzitutak mentén fekszik. 

## Története

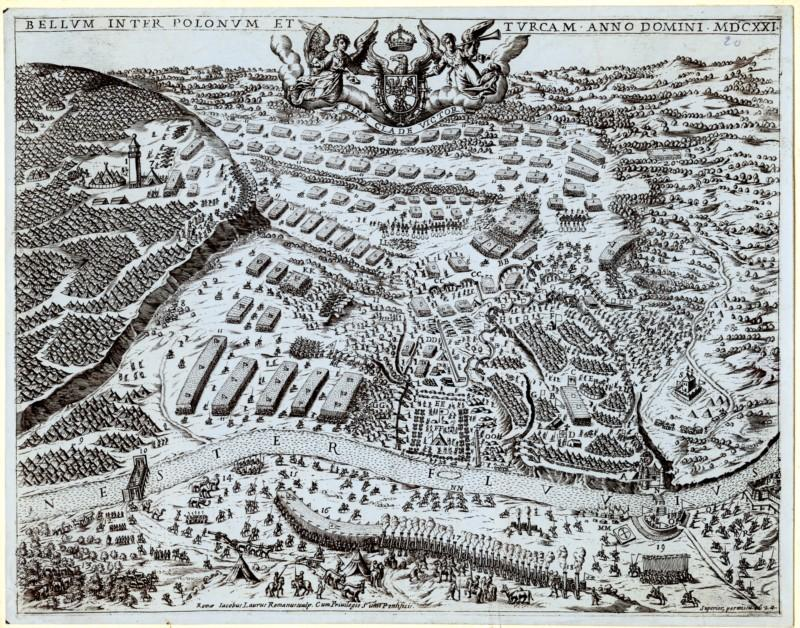
Hotin egy 1621-es metszeten

Hotin városa erődje révén stratégiailag fontos település volt Besszarábia északi, Podóliával határos részén. A város és az erőd a történelem folyamán gyakran cserélt gazdát. 
Az itt végzett régészeti ásatások bizonyítják, hogy a települést már a 8. században szlávok lakták. A 10. században Hotin a Kijevi Ruszhoz tartozott.
A 16. században a város rövid időre lengyel, majd ismét moldvai uralom alá került. 1621-ben itt volt a Chocimi csata, egyrészt az oszmánok és a lengyelek között, másfelől a zaporozsjei kozákok között. 1673-ban egy másik csata zajlott itt az oszmánok és a lengyelek között. 
1711-ben Hotin területét közvetlenül az oszmán birodalom, Mustafa Bairaktar nagyvezír ellenőrzése alá helyezték. A török háborúk idején Hotin többször cserélt gazdát: 1769-ben az orosz hadsereg, 1788-ban a császári hadsereg és 1806-ban ismét az oroszok foglalták el.
Az 1812-es bukaresti béke idején Hotin az orosz birodalomhoz (Besszarábia) tartozott 1918-ig. Rövid osztrák megszállás után (1918. március 8. és november 10. között) a város Besszarábia részeként Romániához került. 
A második világháború után a város az Ukrán SZSZK része lett (ma Ukrajna).

## Neves személyek
- Itt született 1755-ben Alemdar Musztafa pasa oszmán nagyvezír.
- Itt hunyt el 1527-ben IV. István moldvai fejedelem.
- Itt hunyt el 1621-ben Jan Karol Chodkiewicz lengyel hadvezér, litván nagyhetman.
- Itt hunyt el 1739-ben Máriássy Ádám kuruc hadvezér.

## Galéria

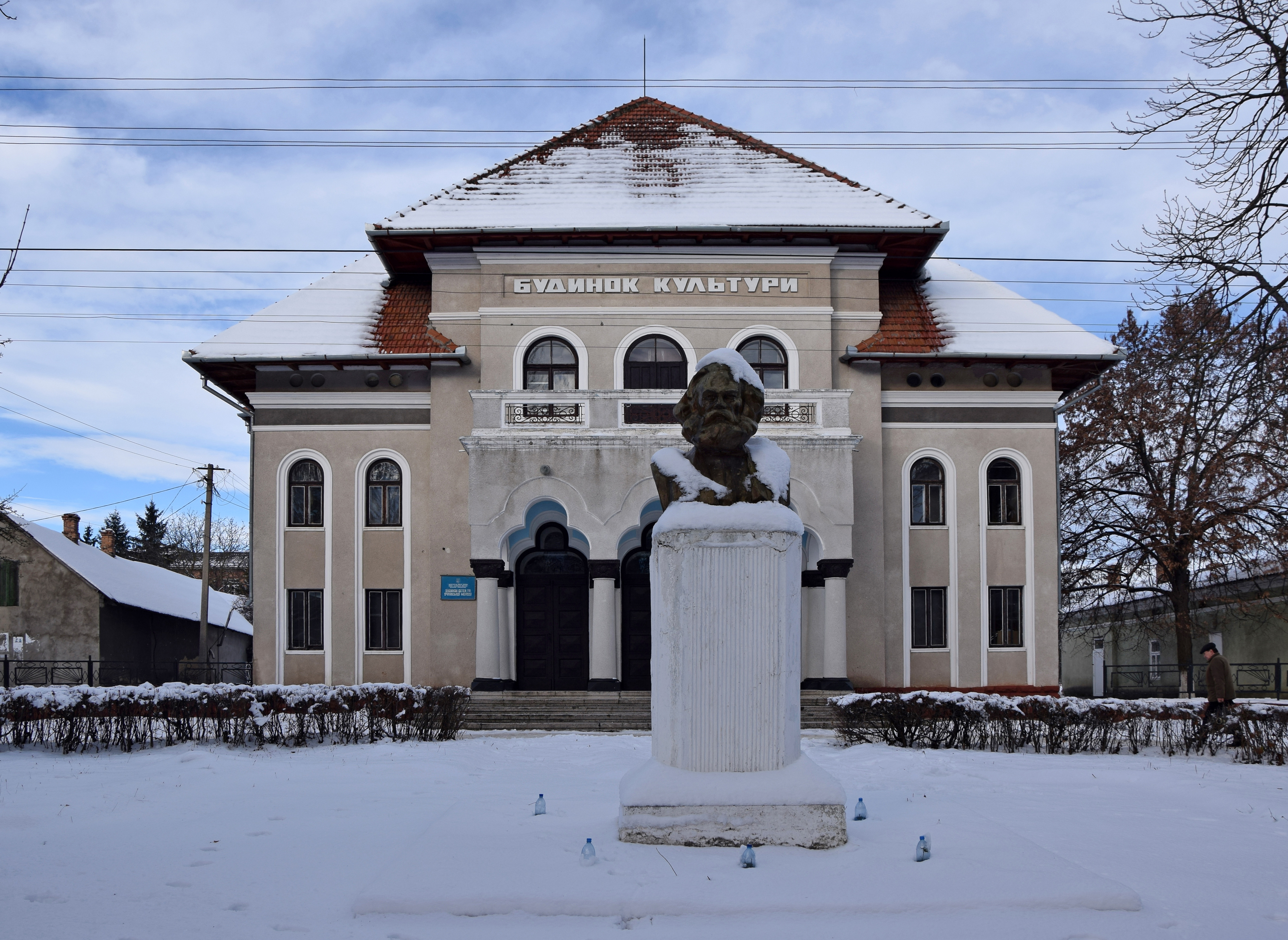
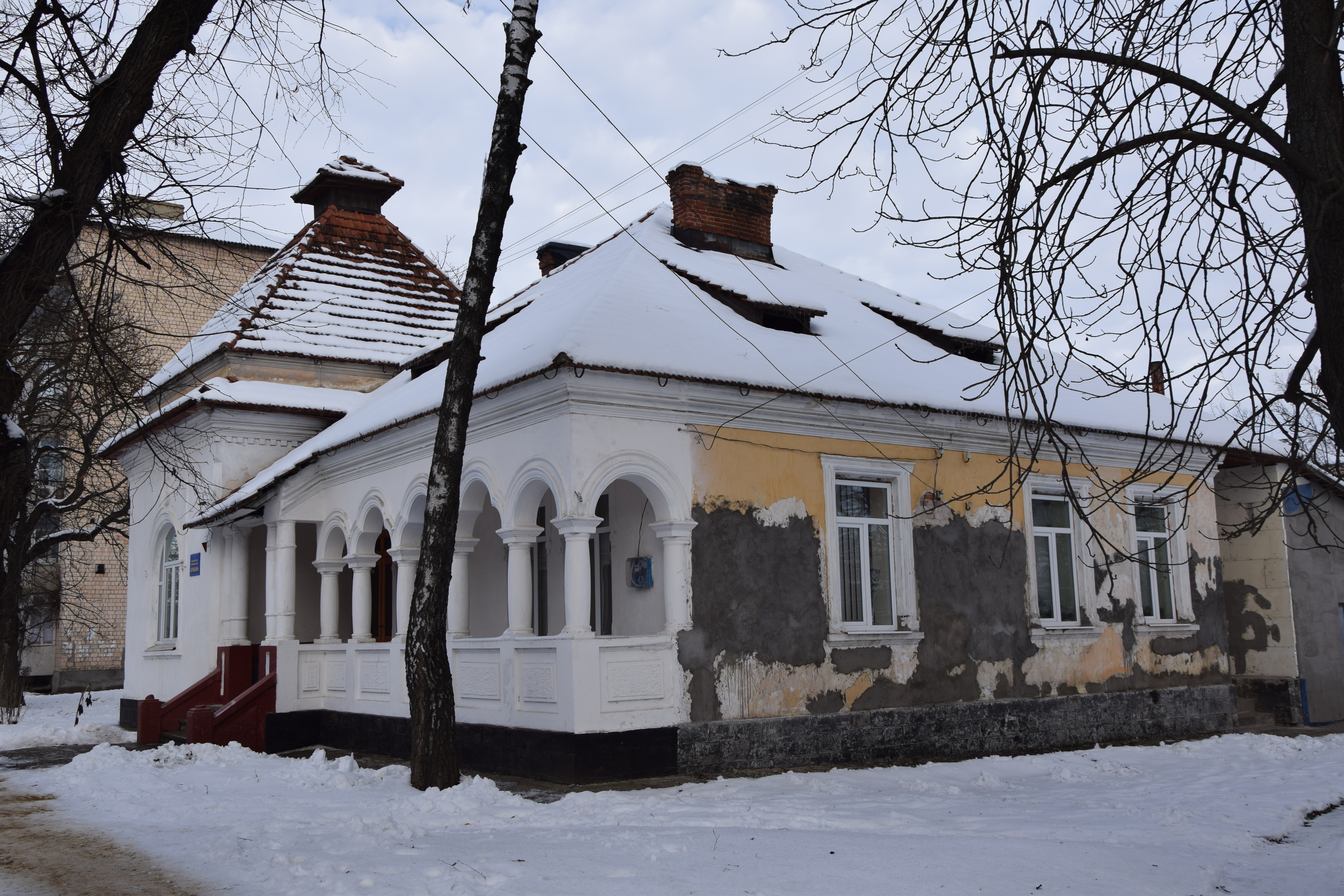
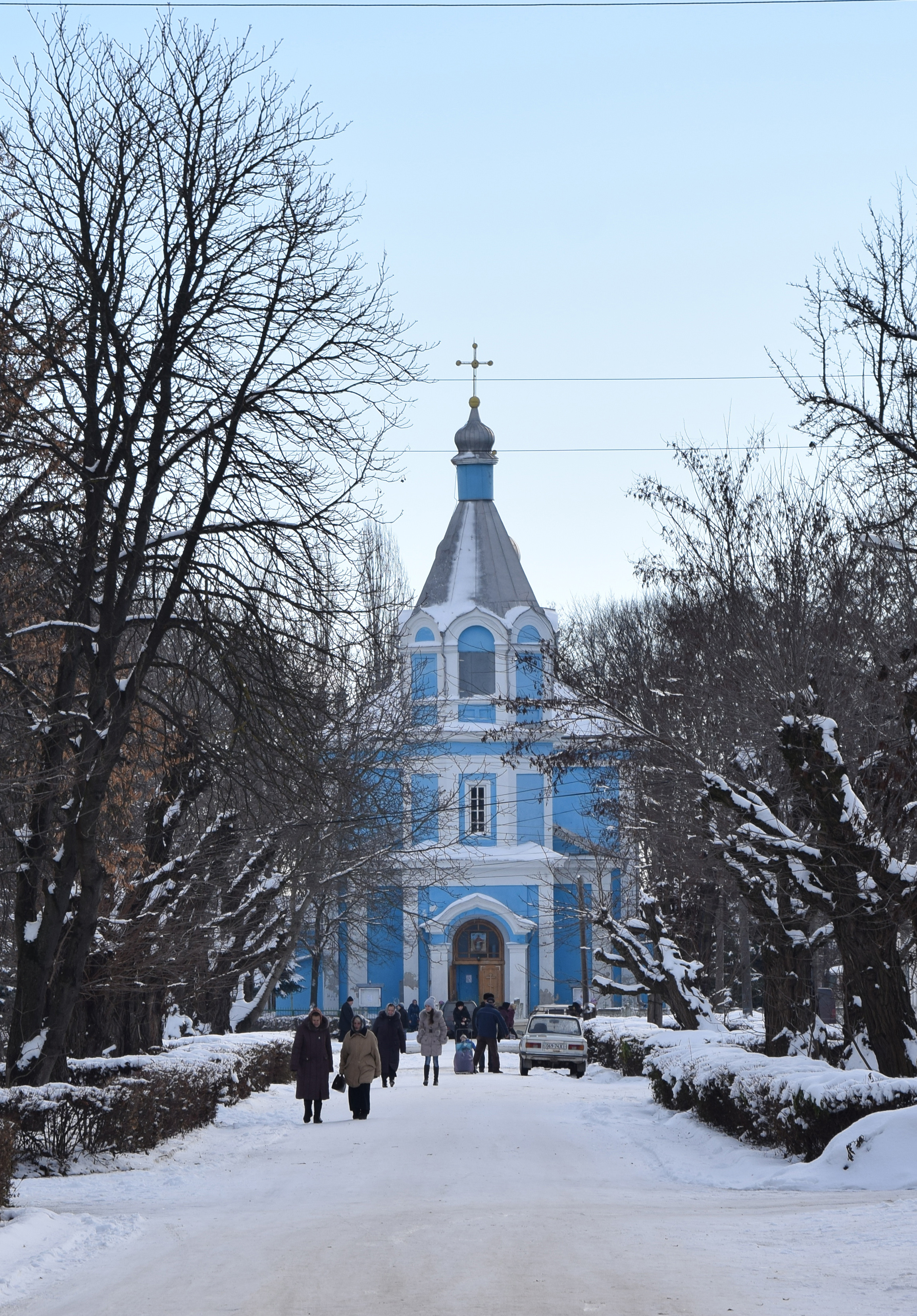
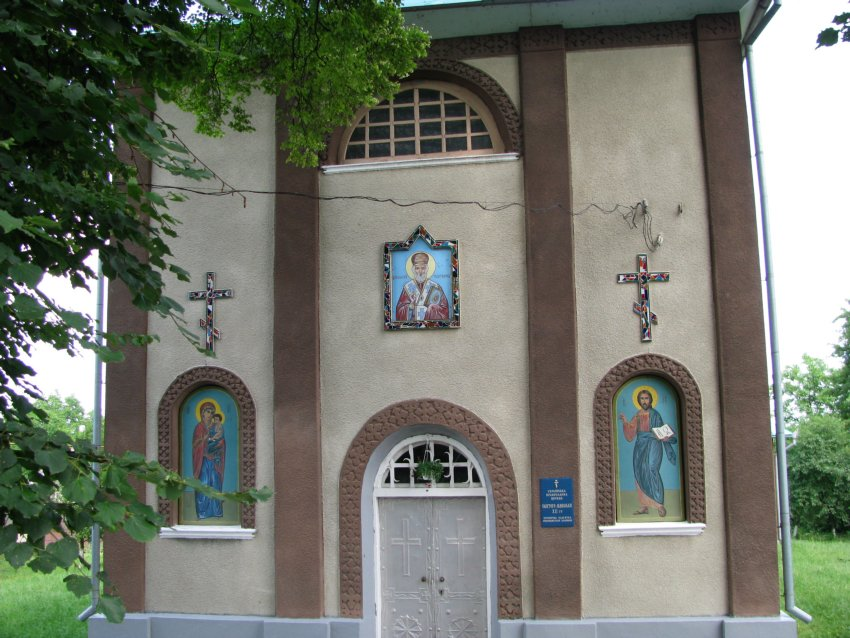
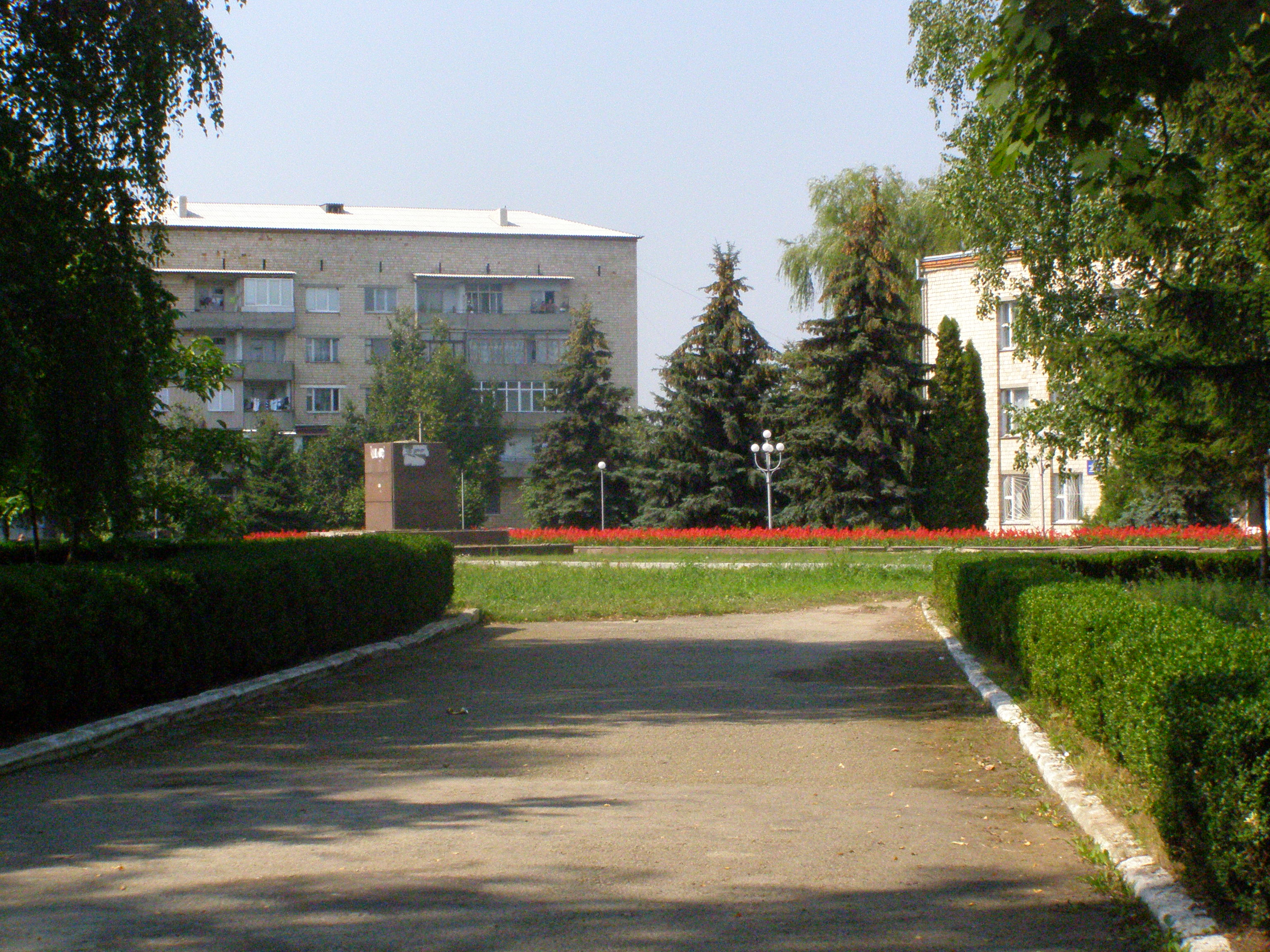
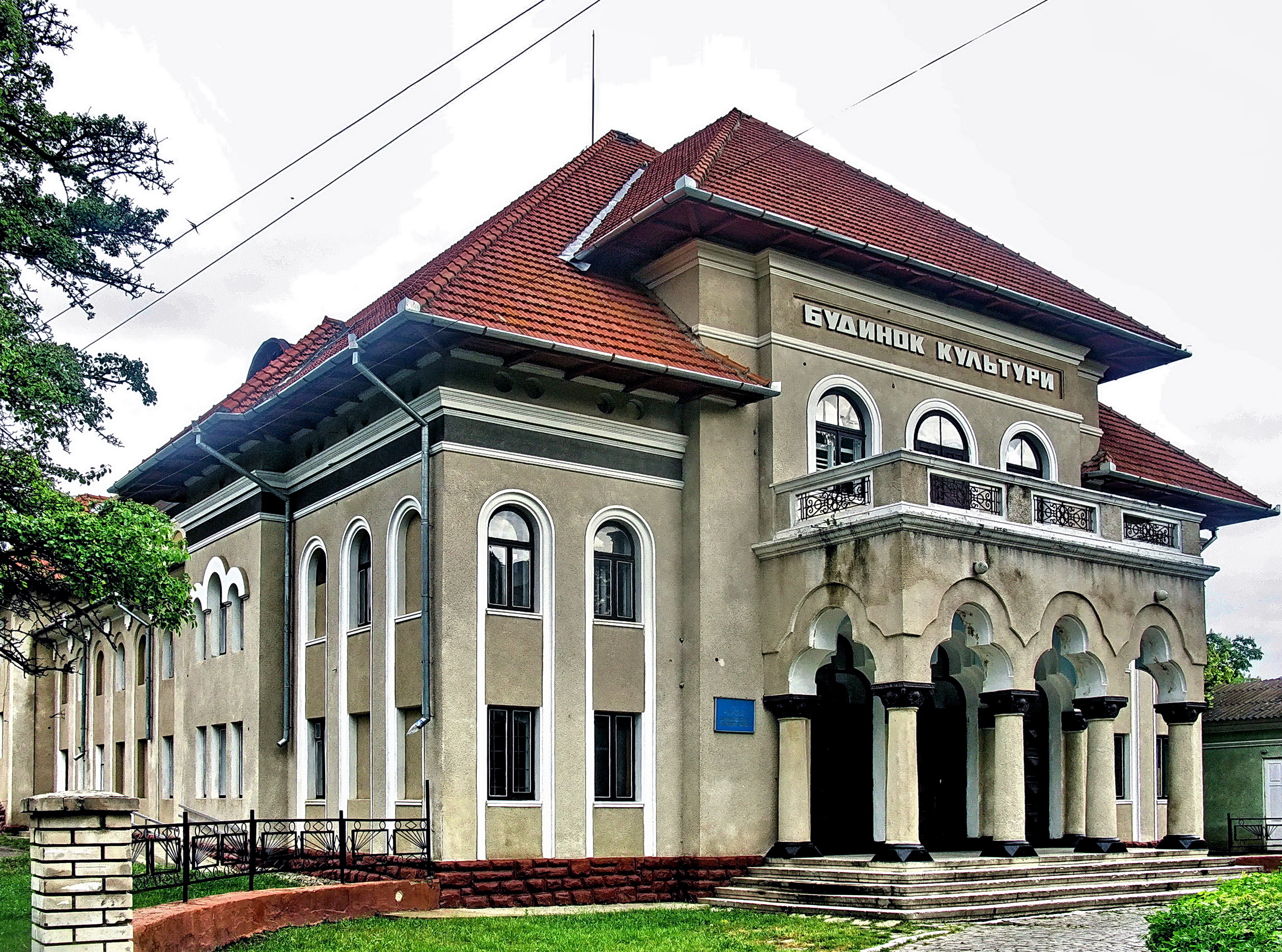
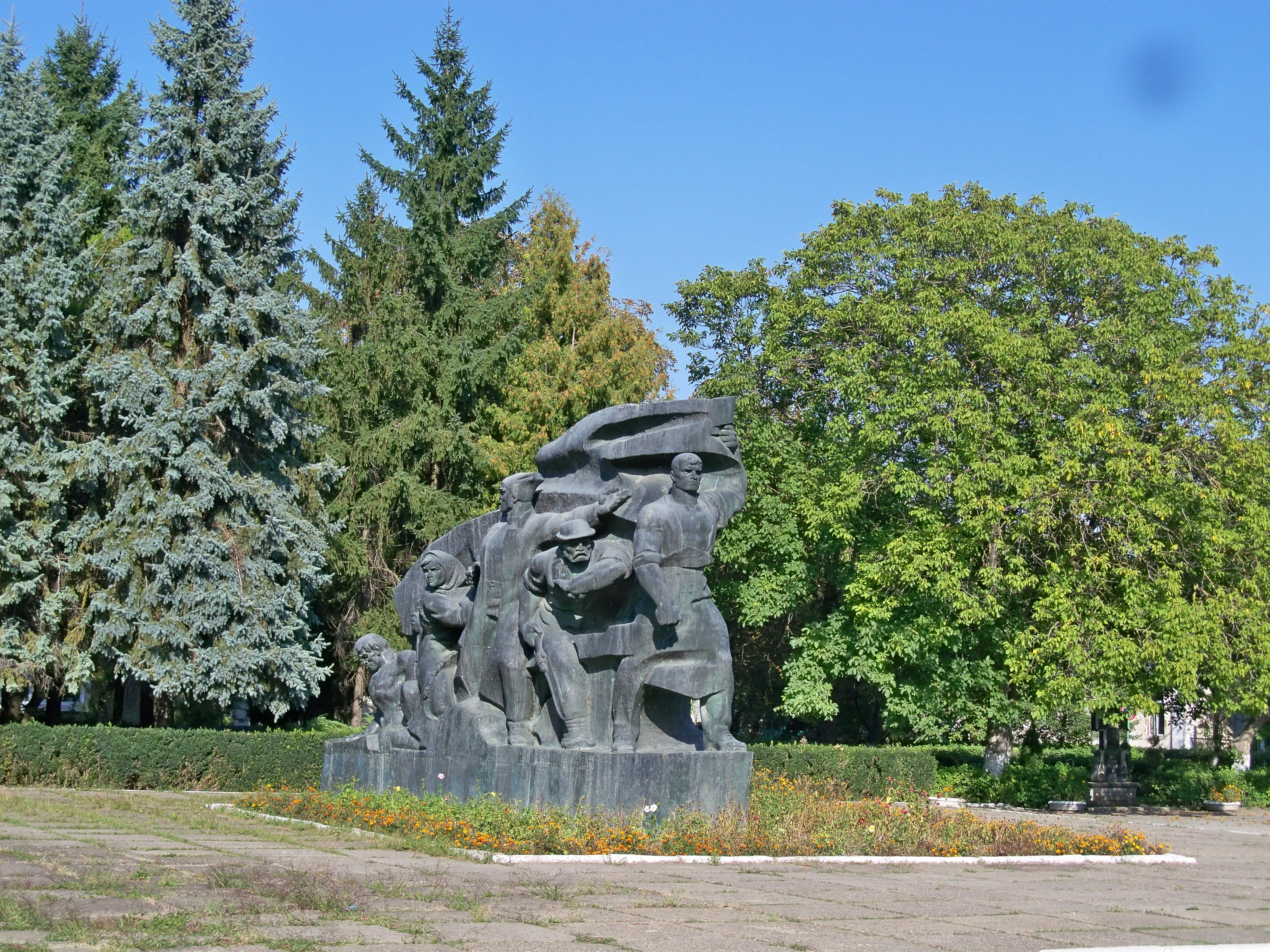

## Nevezetességek
- Hotini erőd